# دیوید نات
دیوید مالکوم نات (به انگلیسی: David Malcolm Nott) OBE OStJ FRCS (متولد ۱۹۵۶) یک جراح عمومی ولزی است که بیشتر در بیمارستان‌های لندن به عنوان جراح عمومی و عروق کار می‌کند، اما همچنین جهت خدمت دهی و حضور در مناطق جنگی و فاجعه دیده، به صورت داوطلب حضور می‌یابد. نات با درک این موضوع که آموزش دیگران می‌تواند حجم خدمت رسانی‌اش را تا حد زیادی بالا ببرد، به همراه همسرش الی، بنیاد دیوید نات را جهت سازماندهی آموزش جراحی اضطراری برای افرادی که در مناطق جنگی و فاجعه دیده فعالیت می‌کنند، تأسیس کرد. او به دلیل این کار خطیر مورد تجلیل قرار گرفته است و اکنون اغلب به عنوان «ایندیانا جونز جراحی» نامیده می‌شود.